# Psychotria hazenii
Psychotria hazenii är en måreväxtart som beskrevs av Paul Carpenter Standley. Psychotria hazenii ingår i släktet Psychotria och familjen måreväxter. Inga underarter finns listade i Catalogue of Life.